# Miklavž (ime)
za druge pomejne glej Miklavž (razločitev)
Miklavž je moško osebno ime.

## Izvor imena
Ime Miklavž (tudi Nikolaj) izhaja iz latinskega imena Nicolaus, to pa iz grškega Νικoλαoς (Nikólaos). Grško ime je zloženo iz grških besed νικη (nikē) v pomenu »zmaga v boju« in  λαο'ς (laós) v pomenu »narod, ljudstvo«. Ime Miklavž se je v obliki Nikolaj na našem ozemlu prvič pojavilo v 13. stoletu, ko je leta 1291 zapisan Nicolaus, pisec loškega urbarja.

## Različice imena
- moške različice imena: Kolja, Miklos, Mikloš, Miklož, Miki, Mikec, Miko, Nik, Nikica, Niko, Nikola, Nikolaj
- ženska različica imena: Nika, Nikolaja, Nikolina

## Priimki, izvedeni iz imena
- Miklavžič, Miklavčič, Miklavič, Miklavžin

## Tujejezikovne različice imena
- pri Angležih: Nicholas, skrajšano Colin, Nick
- pri Čehih, Slovakih: Mikuláš
- pri Francozh: Nicolas, ženska oblika Nicole, manjšalno Nicolette
- pri Italijanih: Nicola
- pri Islandcih: Nikulás
- pri Hrvatih, Srbih: Nikola
- pri Madžarih: Miklós
- pri Nemcih, Fincih: Nikolaus, skrajšano Klaus, Niko
- pri Nizozemcih: Nicolaas
- pri Poljakih: Mikołaj
- pri Prekmurcih: Mikloš
- pri Rusih: Николай (Nikolaj), skrajšano Nika, Kolja, ljudsko Mikula
- pri Ukrajincih: Микола (Mikola)

## Pogostost imena
Po podatkih Statističnega urada Republike Slovenije je bilo na dan 31. decembra 2007 v Sloveniji število moških oseb z imenom Miklavž: 75.

## Osebni praznik
V koledarju je ime Nikolaj zapisano: 21. marca (Nikolaj Flue, švicarski spokornik, † 21. mar. 1487), 10. septembra (Nikolaj Toletinski, italijanski spokornik, † 10. sep. 1305) in 6. decembra (Nikolaj, škof iz Mire, † 6. dec. v 4. stoletju),

## Zanimivosti
- V Sloveniji je 115 cerkva sv. Miklavža in sv. Nikolaja. Od teh je 48 cerkva sv. Miklavža. Po njih so poimenovana naselja: Miklavž na Dravskem polju, Miklavž pri Ormožu, Miklavž pri Taboru, Šmiklavž pri Gornjem Gradu, Šmilkavž pri Slovenj Gradcu, Šmiklavž pri Škofji vasi.
- Sveti Nikola je zavetnik ljubljanske stolnice.
- Najbolj znan Miklavž je sv. Nikola škof iz Mire v Mali Aziji (god 6. dec.), ki velja za dobrotnika in je zavetnik brodarjev, mornarjev in zoper povoden.

## Znani nosilci
- Miklavž Ašič, jazz-glasbenik
- Miklavž Grabnar, slovenski biolog in molekularni genetik
- Nikolaj (Miklavž) Hoffmann, nožar, obrtnik, pesmar v 19 .stoletju
- Franc Kikelj - Miklavž
- Franc Klukej - Miklavž, rudarski nadzornik, komunist, partizan prvoborec
- Miklavž Komelj, slovenski umetnostni zgodovinar, literat, pesnik in publicist
- Miklavž Kozak, slovenski zdravnik parazitolog
- Niko (Miklavž) Kuret, slovenski etnolog, romanist, akademik
- Miklavž Kušej,  psihiater in delovni terapevt
- Miklavž Liška, slovenski novinar, časnikar, prevajalec
- Miklavž Mastinšek, slovensk imatematik
- Miki (Miklavž) Muster, slovenski animator, ilustrator, stripar, kipar
- Miklavž Mušič, slovenski arhitekt, grafični oblikovalec
- Miklavž Ocepek, slovenski filozof, etik
- Miklavž (S.) Petelin, slovenski psihiater in psihoterapevt
- Jože Primožič - Miklavž, partizan in politični delavec
- Miklavž Prosenc, slovenski umetnostni teoretik, estetik (dokt. v Nemčiji)
- Miklavž Sever, slovenski športnik kegljavec; športni delavec/funkcionar
- Mirko Zlatnar - Miklavž, partizan in politični delavec
- Niko (Miklavž) Žvokelj, franćiškanski pater